# Boom Boom Boom
Boom Boom Boom är en låt på albanska framförd av sångerskan Aurela Gaçe. Musiken är skriven av Edlir Begolli och Dr. Flori, som bland annat gjort hitlåten Origjinale med Gaçe.
Låten släpptes den 26 juni 2012, då musikvideon lades ut på Youtube. Videon producerades av Max Production Albania och stylingen i musikvideon gjordes av Joni Peci.
Låten är baserad på West Side Familys låt med samma titel.